# Martin Sprungala
Martin Sprungala (* 21. Februar 1962 in Dortmund; † 5. Mai 2023) war ein deutscher Historiker und Funktionär.

## Leben
Er studierte in Bochum Geschichte, Geographie und Osteuropäische Geschichte. Seit 2001 war er bei der Landsmannschaft Weichsel-Warthe als Referent für Öffentlichkeitsarbeit tätig und seit 2010 Vorsitzender (Bundessprecher). Er war Schriftleiter des monatlichen Mitteilungsblattes „Weichsel-Warthe“ und Gründungsmitglied des „Deutschen Geschichtsvereins (DGV) des Posener Landes e.V.“ sowie Schriftleiter der Beilage „Posener Blätter“ in den Posener Stimmen. 

## Schriften (Auswahl)
- Die deutsche Klostersiedlung Mauche (Mochy) und das Primenter Land (in Großpolen, Wielkopolska) zwischen Ethnizität und Konfessionalität. Langwaden 2000, ISBN 3-934551-08-4.
- Historisches Ortsverzeichnis der Prowinz Posen und der Wojewodschaft Poznań (Posen). Dortmund 2006, OCLC 948533472.
- Wsie na pograniczu głogowsko-wielkopolskim. Zarys dziejów wybranych miejscowości. Sława 2010, ISBN 978-83-932235-0-3.
- Chronik des Posener Landes unter preußischer Herrschaft (erweitert bis 1945). Lüneburg 2015, OCLC 1002847055.